# Tòcnia
Tòcnia (en grec Θωκνία; anteriorment Βρωμοσέλα) és una vila de Grècia situada al municipi de Megalòpolis, a la Unitat perifèrica d'Arcàdia. El 1991 tenia 110 habitants, i el 2011 en tenia 36.

## Mitologia i història
A l'antiguitat hi havia una ciutat situada no lluny de la vila moderna, que pren el nom de l'antiga.
Segons la mitologia grega, la va fundar Tocnus, fill de Licàon. Pausànias diu que va ser una de les poblacions pertanyents al territori de Parràsia, que s'hi uní per poblar Megalòpolis. Pausànias hi afegeix que era pròxima al riu Amini, afluent de l'Helissont, i que en el seu temps (segle ii) es trobava abandonada.
Al llarg de la història el lloc fou reocupat i sorgí un petit llogaret, que portava el lloc de Vromosela (Βρωμοσέλα). A les excavacions practicades el 1907 s'identificà l'antiga ciutat de Tòcnia amb Vromosela, a la rodalia del qual es va trobar ceràmica i altres objectes dels períodes clàssic i hel·lenístic. El 1916 Vromosela fou reanomenada Tòcnia.
Al poble és destacable l'església d'Agios Dimitrios, del segle xvii.